# Loflazepat de etil
Loflazepatul de etil este un medicament din clasa 1,4-benzodiazepinelor, fiind utilizat în tratamentul anxietății. Calea de administrare disponibilă este cea orală. Prezintă efecte anxiolitice, hipnotice și sedative, anticonvulsivante și miorelaxante.

## Utilizări medicale
Loflazepatul de etil este utilizat în tratamentul de scurtă durată al anxietății severe (cu manifestări anxioase severe sau invalidante) și în tratamentul delirium tremens și al altor manifestări ale sindromului de abstinență la alcool.

## Farmacologie
Este un promedicament și se activează în organism la descarboxiloflazepat. Ca toate benzodiazepinele, acest metabolit activ acționează ca modulator alosteric pozitiv al receptorului de tip A pentru acidul gama-aminobutiric (R GABAA), reducând excitabilitatea neuronilor.